# Snoerhalskevers
De snoerhalskevers (Anthicidae) zijn een familie van kevers. De familie bestaat uit kleine kevers die door hun smalle halsschild enigszins aan mieren doen denken. Hun elfledige sprieten zijn gewoonlijk snoervormig; naar het einde toe kunnen ze soms iets verdikt zijn. De tarsi van de achterpoten zijn vierledig; de andere vijfledig.
De kevers leven in aanspoelsel, onder dode bladeren, in detritus en in oude rieten daken en rottend stro. Ze eten voornamelijk kadavers van kevers. Midden-Europa telt zo'n veertig soorten, waarvan een tiental soorten voorkomt in Nederland en België.
Een familie met deze naam werd in 1819 voor het eerst voorgesteld door Pierre André Latreille. De familie omvat meer dan 3000 soorten in ongeveer 100 geslachten.

## Geslachten
tussen haakjes het aantal soorten.
- Acanthinus LaFerté-Sénectère, 1849 (59)
- Acanthoscelides Schilsky, 1905 (313)
- Afremus  (2)
- Amblyderus  (21)
- Andrahomanus  (1)
- Anthelephila  (126)
- Anthicodes  (2)
- Anthicomorphus  (9)
- Anthicus Paykull, 1798 (215)
- Arussia  (1)
- Aulacoderus  (138)
- Bactrocerus  (1)
- Baulius  (1)
- Bogosus  (1)
- Cadogenius  (2)
- Clavicollis  (34)
- Copobaenus  (1)
- Cordicollis  (13)
- Cotes  (5)
- Cyclodinus  (52)
- Chileanthicus  (1)
- Derarimus  (65)
- Diacallina  (1)
- Duboisius  (5)
- Egestria  (7)
- Egestrina  (1)
- Egestriomina  (2)
- Elgonidium  (4)
- Endomia  (19)
- Euproclus  (3)
- Eurygenius  (13)
- Euvacusus  (1)
- Floydwernerius  (1)
- Formicilla  (8)
- Heterolobus  (1)
- Hirticollis  (4)
- Holcopyge  (2)
- Husainia  (1)
- Hypaspistes  (5)
- Ictistygna  (6)
- Ictistygnina  (1)
- Ischyropalpus  (18)
- Lagrioida  (3)
- Leptaleus  (17)
- Leptanthicus  (1)

- Leptoremus  (1)
- Liparoderus  (4)
- Macratria  (32)
- Macrotomoderus  (16)
- Malporus  (4)
- Mastoremus  (3)
- Mecynotarsus  (33)
- Micranthicus  (1)
- Microhoria  (98)
- Neoeurygenius  (2)
- Neostereopalpus  (4)
- Nitorus  (1)
- Notoxus Geoffroy, 1762 (177)
- Omonadus  (11)
- Papuanthicus  (2)
- Pergetus  (1)
- Phalantias  (8)
- Plesionotoxus  (1)
- Pogonoceromorphus  (1)
- Protoanthicus  (2)
- Protomacratria  (2)
- Pseudobactrocerus  (1)
- Pseudoleptaleus  (31)
- Pseudonotoxus  (8)
- Pseudostereopalpus  (1)
- Pseudotomoderus  (5)
- Qadrius  (2)
- Rilettius  (4)
- Rimaderus  (7)
- Salimuzzamania  (1)
- Sapintus Casey, 1895 (61)
- Stenidius  (14)
- Stereopalpus  (15)
- Steriphodon  (6)
- Steropes  (6)
- Stricticollis  (13)
- Tanarthrus  (19)
- Tenuicollis  (15)
- Thambospasta  (1)
- Tomoderus LaFerté-Sénectère, 1849 (108)
- Trichananca  (4)
- Vacusus  (11)
- Walesius  (2)
- Yunnanomonticola  (1)
- Zealanthicus  (1)

## In Nederland waargenomen soorten
- Genus: Anthicus
  - Anthicus antherinus - (Bloemensnoerhalskever)
  - Anthicus bimaculatus - (Bleekgele snoerhalskever)
  - Anthicus flavipes
  - Anthicus luteicornis
  - Anthicus sellatus
- Genus: Cordicollis
  - Cordicollis instabilis
- Genus: Cyclodinus
  - Cyclodinus constrictus
- Genus: Hirticollis
  - Hirticollis hispidus
- Genus: Notoxus
  - Notoxus monoceros - (Eenhoornige snoerhalskever)
- Genus: Omonadus
  - Omonadus floralis
  - Omonadus formicarius
- Genus: Stricticollis
  - Stricticollis tobias